# 順豪資源
順豪控股有限公司，(港交所：0253)，前稱順豪資源集團有限公司，於2016年8月更為現名，是在1990年從麗德國際商業換取上市。現時主要業務物業投資、股票及酒店。公司主要業務為投資及經營酒店、物業投資、物業發展及買賣、證券投資及買賣及資金投資。集團透過其主要附屬公司，順豪科技及華大地產投資，經營其物業投資、發展及酒店經營 現時主席為李兆基女婿鄭啟文。

## 外部連結
- shunho.com.hk （页面存档备份，存于）